# Далюс Вайцюкевічюс
Да́люс Вайцюке́вічюс (лит. Dalius Vaiciukevičius; народився 1 червня 1981, Електренай, Литва) — литовський хокеїст, нападник. 

## Спортивна кар'єра
У складі національної збірної Литви учасник кваліфікаційних турнірів до зимових Олімпійських ігор 2006 та зимових Олімпійських ігор 2010, учасник молодіжних збірних країни (U18 та U20) на юніорських чемпіонатах світу, та почав виступати за головну команду країни з 2001 року, на чемпіонатах світу — 2001 (дивізіон I), 2002 (дивізіон II), 2003 (дивізіон I), 2004 (дивізіон II), 2005 (дивізіон I), 2006 (дивізіон I), 2007 (дивізіон I), 2008 (дивізіон I), 2009 (дивізіон I) і 2010 (дивізіон I).
Виступав за «Енергія» (Електренай), «Валь Ванойс» (HC Val Vanoise).